# Creytz

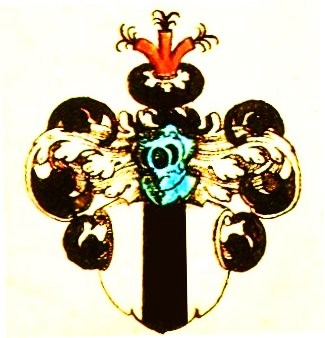
Stammwappen des Geschlechts (1605)

Creytz, auch Belzig von Kreutz, historisch auch Kreytzen oder Kreutz sowie Creuez, Creutz, Creutzen, Creytzen oder Kreutzen, ist der Name eines preußischen Adelsgeschlechts. Zweige der Familie bestehen noch heute.
Die Familie ist nicht zu verwechseln mit den schwedischen Herren, Freiherren und Grafen Creutz, die sich nach den Niederlanden und Finnland ausbreiteten, zwischenzeitlich auch unter dem Namen von Kreutzen der Oeselschen Ritterschaft angehörten.

## Geschichte
Die Familie entstammt dem Uradel des Osterlandes und der Markgrafschaft Meißen. Sie entlehnt ihren Namen dem Ort Kreutzen (Starkenberg) unweit von Altenburg. Bei der Gründung des Klosters Sittichenbach trat „Friedercus Creuez“ am 11. April 1154 als Zeuge auf. Mit dem Ritter Heinrich († 1207) auf Belzig (heute Pölzig) begann die gesicherte Stammreihe des Geschlechts. Auch Schloss Heuckewalde befand sich zeitweise im Familienbesitz und 1588–1616 auch das Gut Balgstädt.
Melchior von Creytzen der Ältere (1475–1550) siedelte zu Beginn des 16. Jahrhunderts in das Herzogtum Preußen über. 1519 wurde er unter anderem mit Sillginnen belehnt. Er hatte 1504 Susanne von Egloffstein-Domnau († 1558) geheiratet und brachte so die Herrschaft Domnau an sein Geschlecht. 1525 wurde er zum Oberhofmeister in Altstadt (Königsberg) ernannt und 1533 zum Landhofmeister. Der Sohn aus der Ehe Creytzen-Egloffstein, Christoph von Kreytzen († 1578), Herr auf Domnau und Weßlienen, Oberburggraf im Herzogtum Preußen, brandenburgischer Rat, Kammerherr und Gesandter, wurde in Warschau am 4. Mai 1572 von Kaiser Maximilian II. in den Reichsgrafenstand erhoben. Der Enkel des Letztgenannten, Wolfgang von Kreytzen († 1649), polnischer Oberst und Kammerherr, Herr auf Noßowitz und Raschwitz erhielt von König Sigismund III. in Warschau am 29. Januar 1632 das polnische Indigenat.
Der kurbayerische Generalleutnant Casimier Cyprian von Kreutz und Michael Dietrich von Kreutz erhielten von Kaiser Karl VII. am 4. April 1743 die Reichsgrafenstandsbestätigung. König Stanislaus August erkannte am 7. Mai 1775 in Warschau den Grafenstand für Anton August Belzig von Kreutz (* 1742), den Rittmeister, Truchseß von Smolensk und Starost von Nastole, an. Graf Cyprian Belzig von Kreutz (1777–1850) erhielt in Mitau am 8. April 1833 das Indigenat bei der kurländischen Ritterschaft und in Sankt Petersburg am 29. Juni 1839 die Anerkennung des Grafenstandes im Russischen Adel. Johann Albrecht von Kreytzen († 1720), Landrat in Preußen, Herr auf Kapsitten, wurde am 18. Januar 1701 von Friedrich I. anlässlich der Königskrönung Friedrichs III. von Brandenburg in den preußischen Grafenstand erhoben.
Arthur von Creytz (1848–1931) führte adelsrechtlich eigentlich unberechtigt den Freiherrentitel. Er versuchte sich nach einer Berufsoffizierslaufbahn, von der er als Leutnant außer Dienst seinen Abschied nahm, als Farmer in Afrika. Später lebte er als Autor wieder in Deutschland, wo er im Alter noch den Doktor der Rechte Max Kwaß (auch Kwass; 1892–1937) aus Berlin sowie den Kaufmann Erich Löwenthal adoptierte. Der Familienverband von Strantz zeigte um 1924 Ersteren beim Polizeipräsidenten zu Berlin-Kreuzberg wegen falscher Namensführung an. Daraufhin wurde sie ihm untersagt, doch er nannte sich weiterhin „von Creytz-Kwaß“ (auch „von Creytz-Kwass“). Löwenthal wurde aufgrund des Gesetzes gegen die Mißbräuche bei der Eheschließung und der Annahme an Kindesstatt um 1935 die Berechtigung wieder entzogen, sich „von Creytz“ zu nennen.

## Besitz
Zum historischen Güterbesitz des Geschlechts – ausschließlich Herzogtum Kurland und Polen – gibt Leopold von Ledebur einen Überblick:
- in den sächsischen Fürstentümern: Bachstädt, Balgstädt[9], Kreutzen, Dobitschen, Gauern, Kriebitzsch, Pölzig, Rudelsburg, Freiroda (Naumburg) und Tegkwitz
- im Kurfürstentum Sachsen (späteres Königreich Sachsen): Bendorff, Frohburg, Hermsdorf, Kriebenstein, Niederndorff, Rudelsburg, Schweickershausen, Silberstraße, Untreu, Werdau und Teutsch Wolfframsdorff
- im Kurfürstentum Sachsen (später Provinz Sachsen): Gaditz, Heuckewalde und Teuchern
- im Herzogtum Anhalt: Wörlitz
- im Königreich Preußen: Deutsch Eylau, Domnau, Galitten, Polkitten, Prausßen, Schreitlack, Sillginnen und Weßlienen
- in Kurland: Rittingen
- in Polen: Kościelec

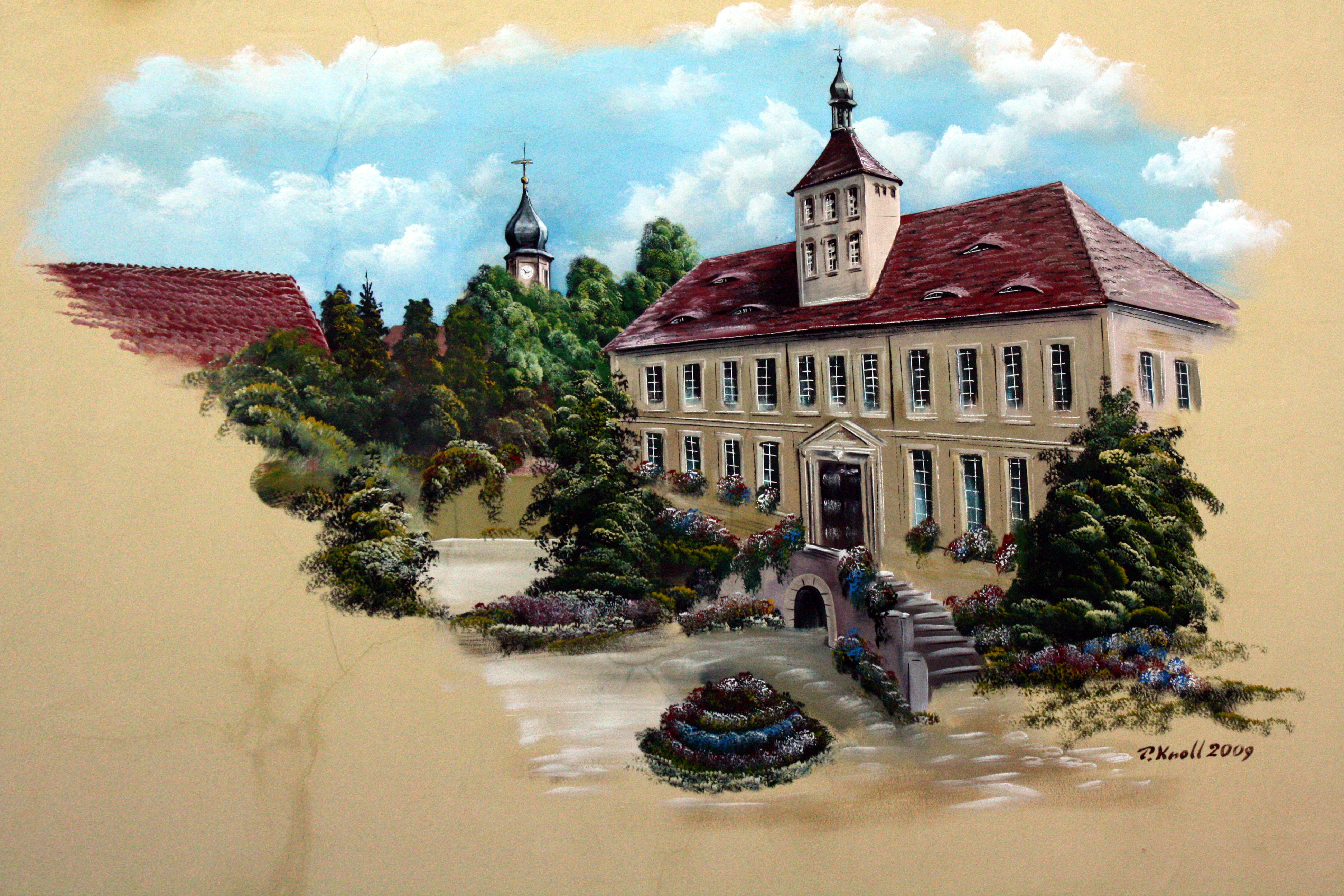
Pölzig
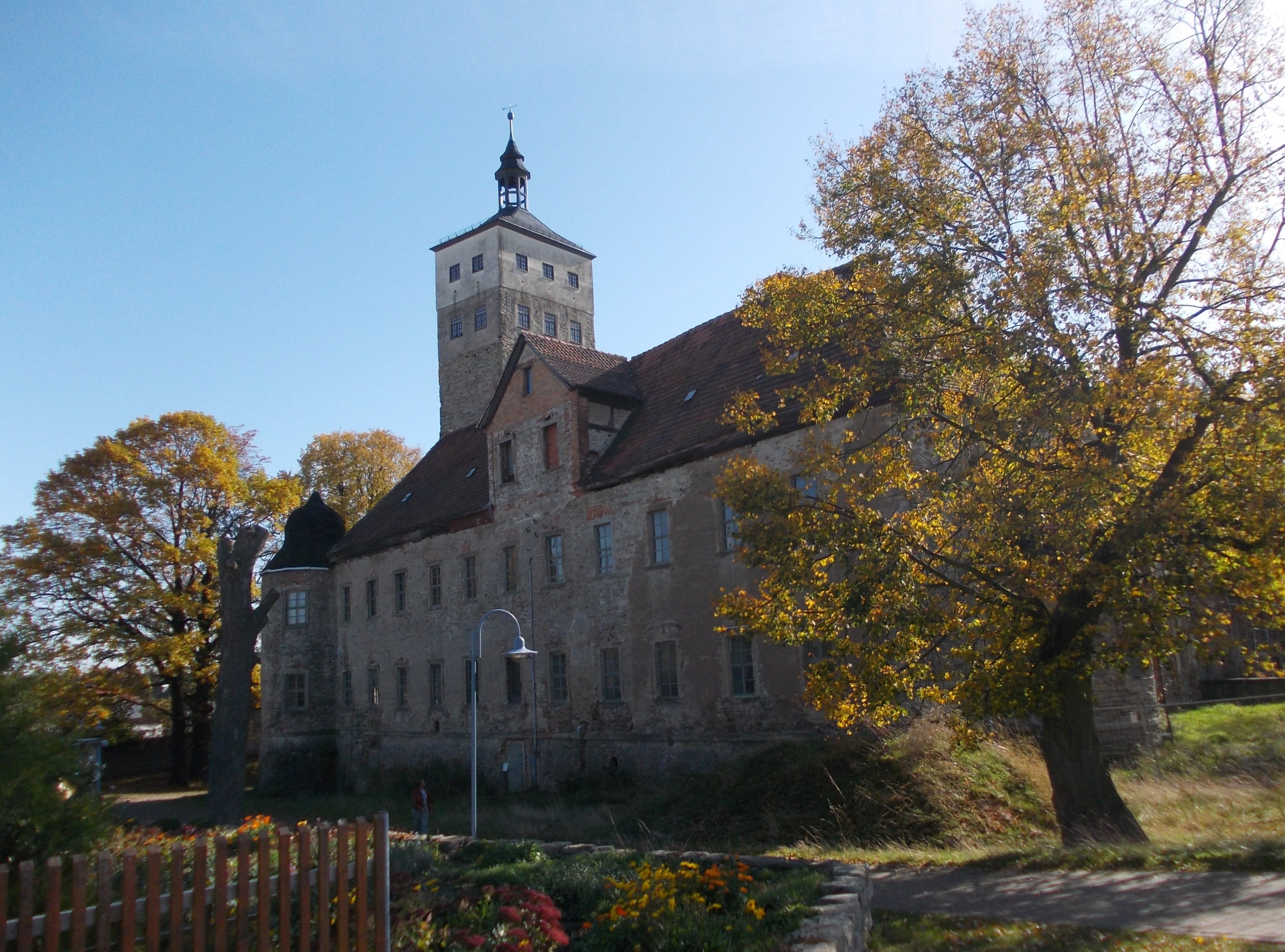
Heuckewalde

## Wappen
Das Stammwappen zeigt in Silber einen schwarzen Pfahl. Auf dem Helm mit schwarz-silbernen Decken ein dreiarmiger roter Spickel, dessen Spitzen mit je drei Hahnenfedern besteckt sind, und um den sich ein Kranz von schwarzen und silbernen Kugeln schlingt.
Das Wappen Tryumf III. zeigt in Gold ein schwarzes Burgunderkreuz. Ovaler Mittelschild, durch einen schwarzen Pfahl senkrecht geteilt; rechts in Rot und links in Silber ein aufgerichteter Goldfisch. Wahlspruch: Hoc me glorifico

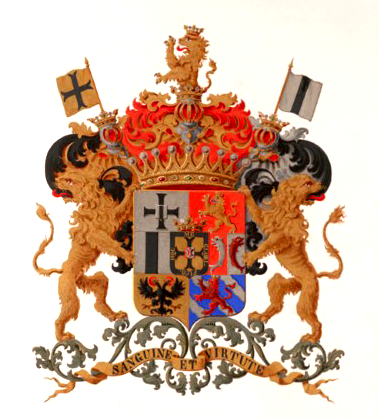
Wappen der russischen Grafen Belzig von Kreutz
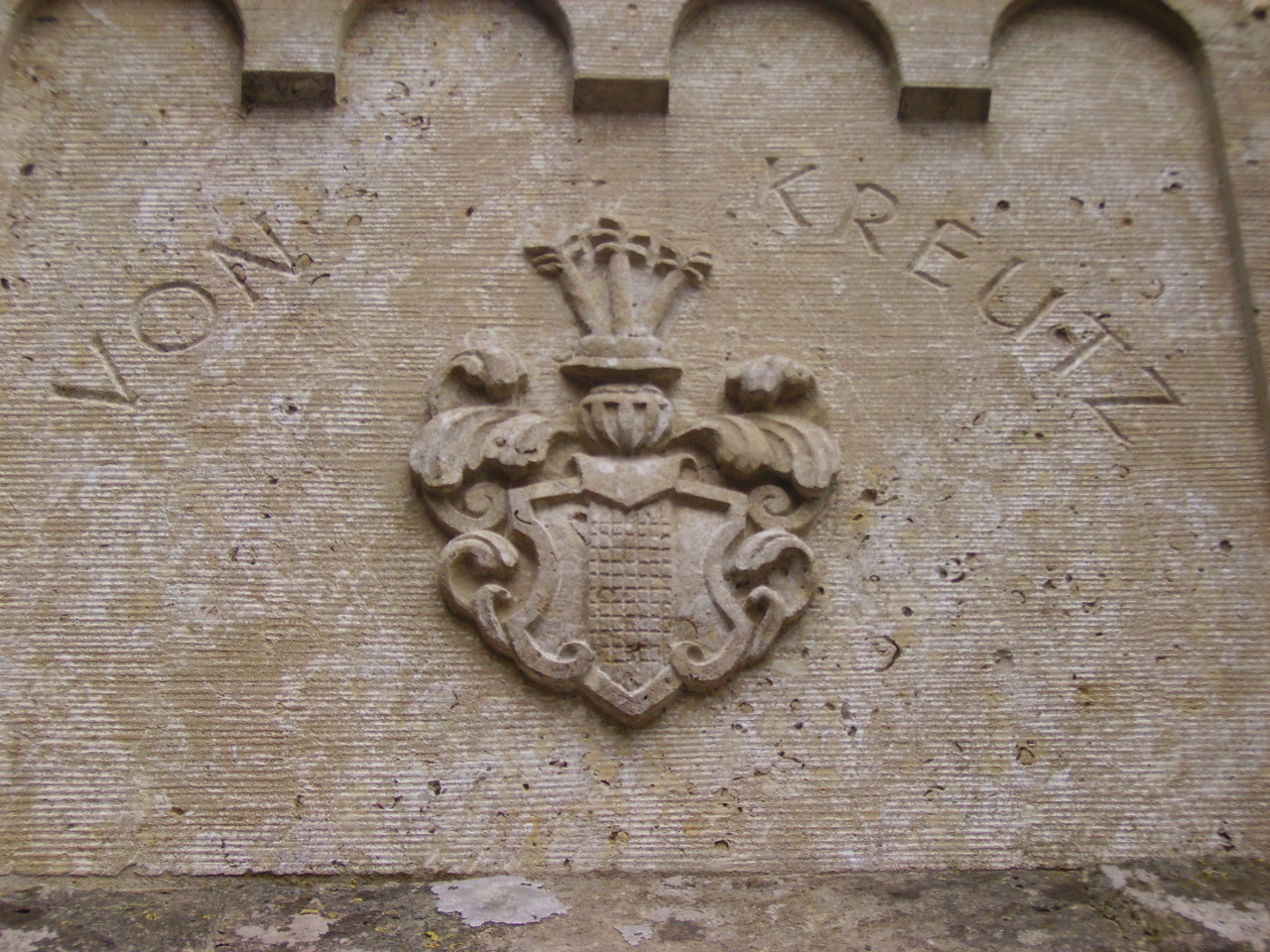
Wappen des Geschlechts; in Stein gehauen auf der Rudelsburg

## Angehörige

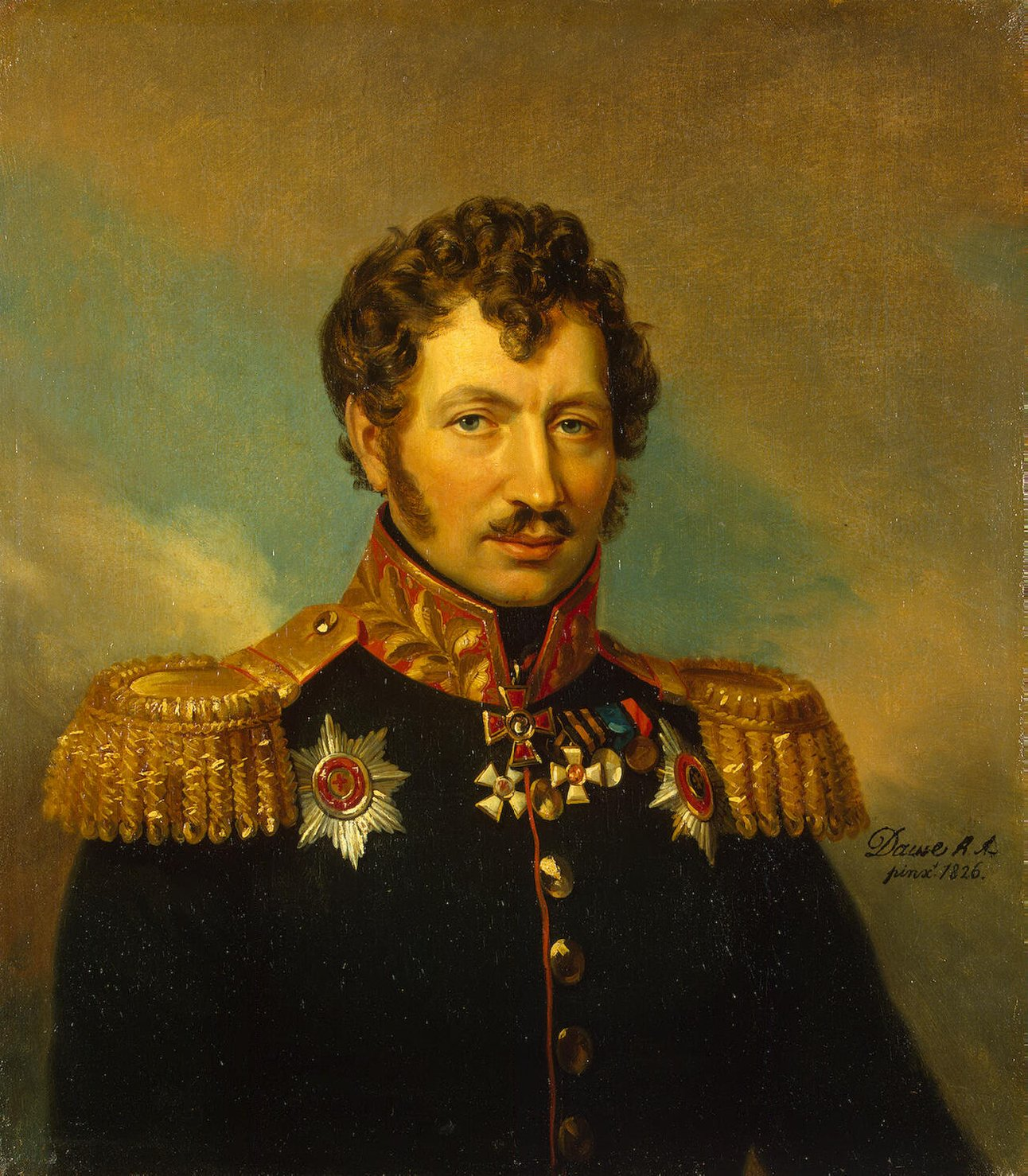
General Cyprian Belzig von Kreutz

- Melchior von Creytzen d. Ä. (1475–1550), Landhofmeister in Preußen, Herr auf Sillginnen und Domnau
- Johannes von Creytzen (auch Hans; 1506–1575), 1536–1575 Kanzler im Herzogtum Preußen, Professor an der neu gegründeten Albertus-Universität
- Christoph von Kreytzen († 1578), Oberburggraf im Herzogtum Preußen, Herr auf Domnau und Weßlienen
- Albrecht von Creytzen (der Ältere) (1562–1612), preußischer Hofgerichtsrat und Gesandter
- Andreas von Kreytzen (1579–1641), Verwaltungsbeamter im Herzogtum Preußen, Herr auf Weßlienen
- Albrecht von Creytzen (1597–1634), Präsident des Hofgerichts in Königsberg
- Wolfgang von Kreytzen († 1649), Landrat und Amtshauptmann zu Tilsit, Herr auf Domnau und Salau
- Wolf von Creytzen (1598–1672), Obermarschall im Herzogtum Preußen
- Abraham von Kreytzen (1624–1675), Obermarschall im Herzogtum Preußen, Herr auf Domnau und Saalen
- Melchior Ernst von Creytzen (1627–1692), preußischer Rat und Diplomat
- Georg Wilhelm von Creytzen (1629–1688), Oberrat und Obermarschall im Herzogtum Preußen, Herr auf Fuchshöfen
- Georg Friedrich von Creytzen (* 3. Mai 1639; † 4. Mai 1710), Kanzler des Herzogtums Preußen
- Casimier Cyprian von Kreutz († nach 1743), kurbayerischer Generalleutnant
- Georg Corvin von Creytz († vor 1701), kaiserlicher Generalfeldwachtmeister
- Wolfgang Josaphat von Creytz (1673–1707), kaiserlicher Generalfeldwachtmeister
- Georg Christoph von Kreytzen (1683–1750), preußischer Generalleutnant
- Johann Friedrich von Kreytzen (1693–1759), preußischer Generalmajor
- Friedrich von Kreytzen (1703–1765), preußischer Generalmajor
- Cyprian Belzig von Kreutz (1777–1850), russischer General der Kavallerie
- Peter Belzig von Kreutz (1816–1894), russischer General der Kavallerie
- Heinrich Belzig von Kreutz (1817–1891), russischer General der Kavallerie und Senator
- Arthur von Creytz (1848–1931), Autor (Kynologie), zeitweise Farmer in Afrika, Leutnant a. D.